# Pachycondyla atrata
Pachycondyla atrata är en myrart som först beskrevs av Vladimir Aphanasjevich Karavaiev 1925.  Pachycondyla atrata ingår i släktet Pachycondyla och familjen myror. Inga underarter finns listade i Catalogue of Life.

## Bildgalleri

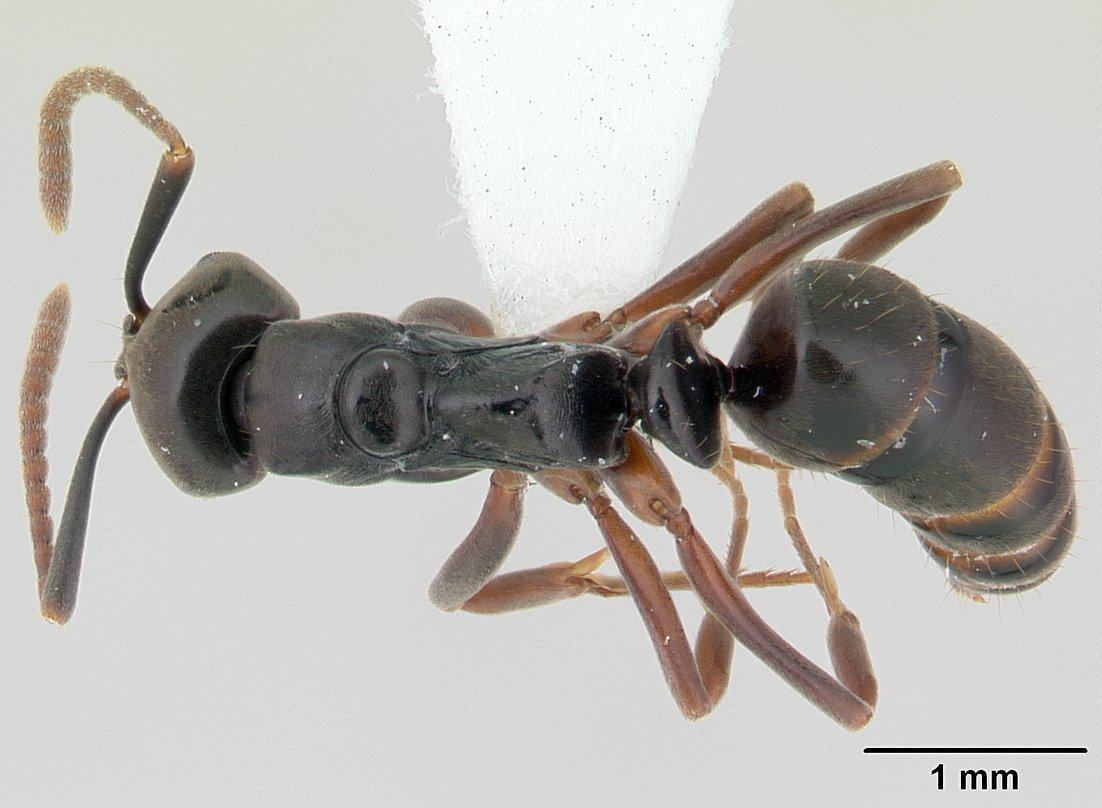
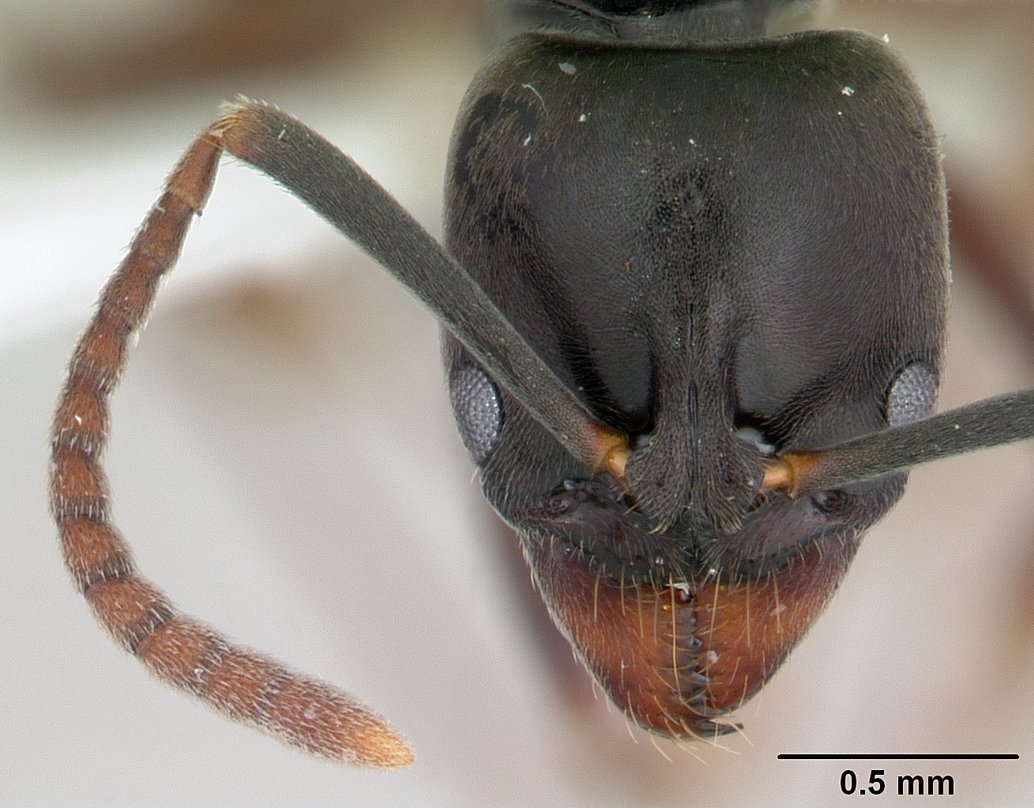
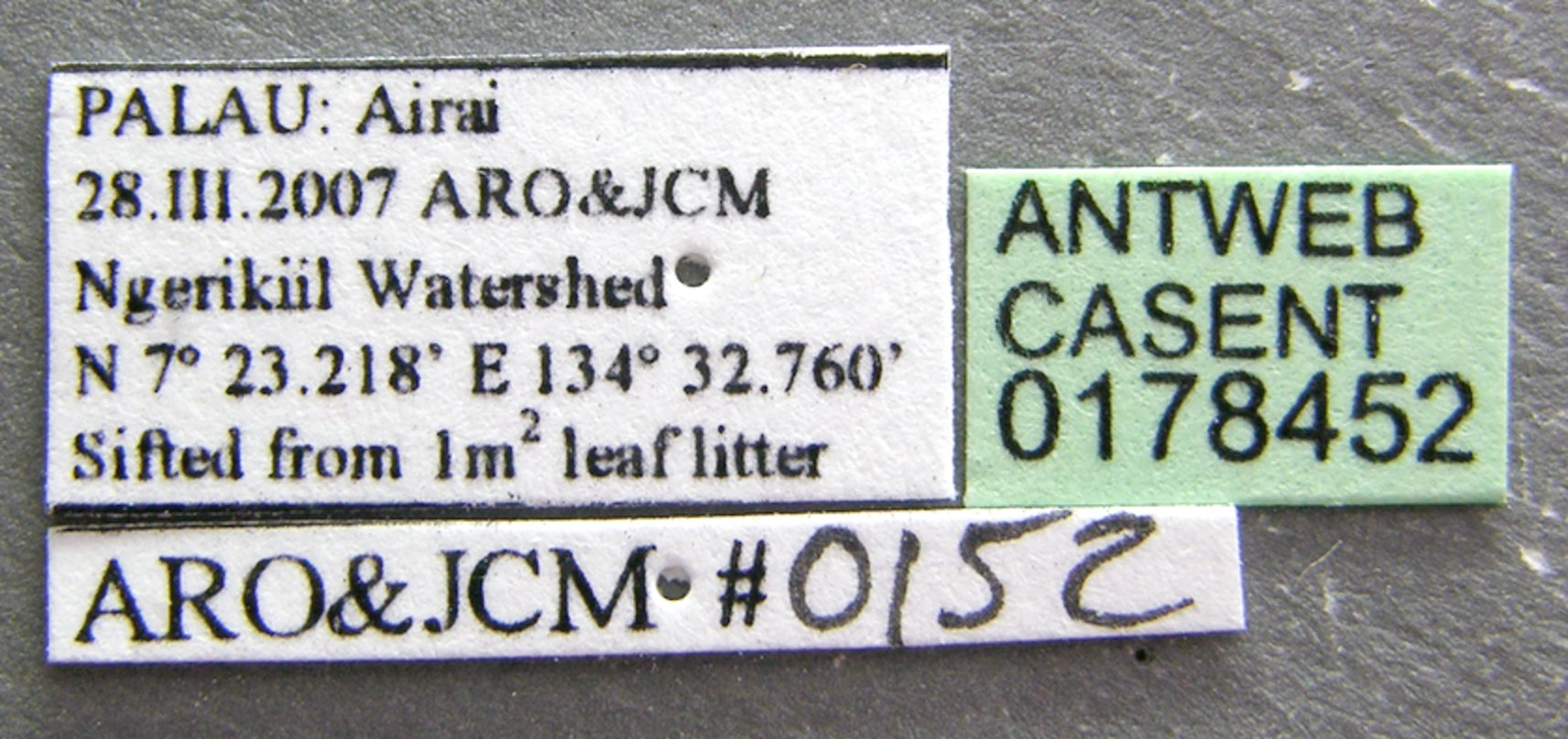
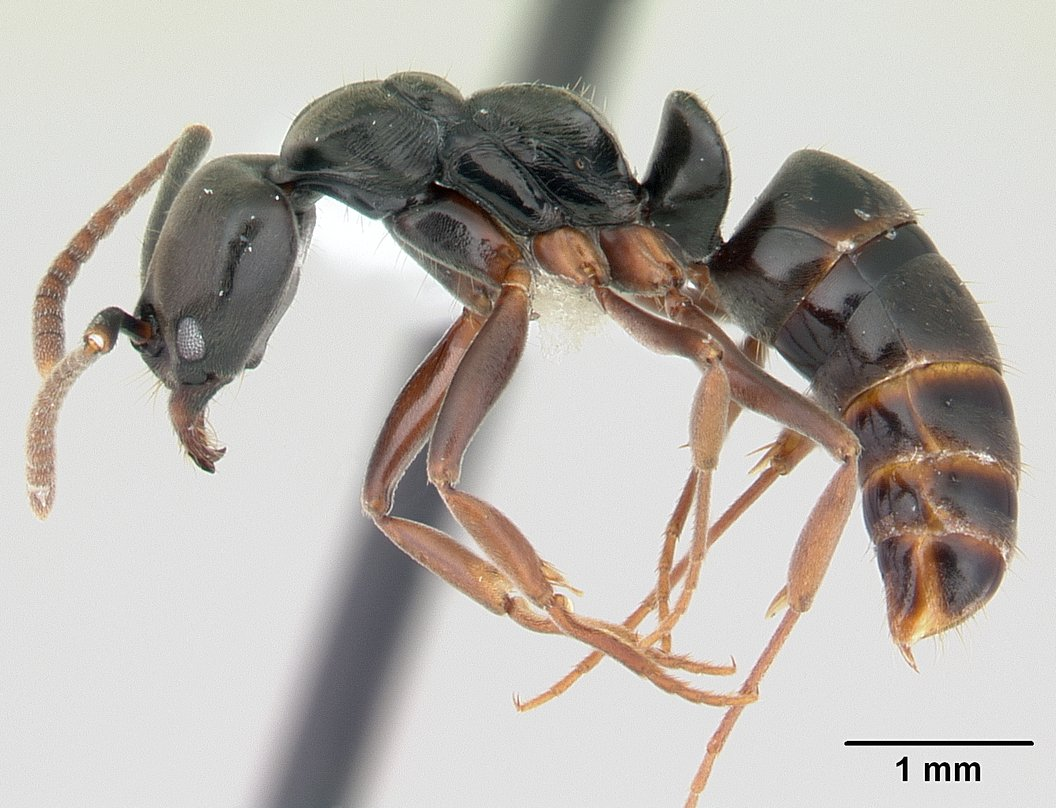